# Burundi Airlines
Burundi Airlines (IATA: n/a, ICAO: n/a) là một hãng hàng không quốc gia thuộc sở hữu nhà nước của Burundi, là hãng hàng không quốc gia của quốc gia Đông Phi này. Chính phủ Burundi sở hữu 92% cổ phần của hãng hàng không mới. Burundi Airlines được chính thức thành lập vào ngày 4 tháng 2 năm 2021.

## Tổng quan
Hãng hàng không mới là sự hợp nhất của Air Burundi đã ngừng hoạt động vào năm 2009 và SOBUGEA, một công ty thuộc sở hữu của chính phủ Burundi chịu trách nhiệm xử lý mặt đường băng và bảo trì sân bay. Thực thể kết hợp mới sẽ do chính phủ Burundi sở hữu 92% cổ phần và 8% cổ phần còn lại sẽ được chia cho một công ty của Bỉ và công ty bảo hiểm thuộc sở hữu nhà nước, Societe d'Assurances du Burundi (Socabu).

## Sở hữu
Bảng dưới đây minh họa việc sở hữu cổ phần trong cổ phiếu của Burundi Airlines, kể từ tháng 2 năm 2021.
| Thứ hạng | Tên người sở hữu                         | Trụ sở  | % sở hữu |
| -------- | ---------------------------------------- | ------- | -------- |
| 1        | Chính phủ Burundi                        | Burundi | 92.0     |
| 2        | SABENA                                   | Bỉ      | 4.0      |
| 3        | Société d’Assurances du Burundi (SOCABU) | Burundi | 4.0      |
|          | Tổng                                     |         | 100.0    |

## Lịch sử
Hãng hàng không quốc gia cũ, Air Burundi, được thành lập vào năm 1971, bắt đầu hoạt động vào năm 1975 và ngừng hoạt động vào năm 2009. Là một phần của nỗ lực hồi sinh Air Burundi trước đây, vấn đề này đã được đưa ra thảo luận trong cuộc họp Nội các Burundi vào ngày 26 tháng 5 năm 2020.
Khi vấn đề được đưa ra một lần nữa trong cuộc họp nội các vào ngày 28 tháng 12 năm 2020, một quyết định đã được đưa ra để hợp nhất tài sản của Air Burundi với tài sản của SOBUGEA để tạo thành công ty mới, gồm 92% cổ phiếu do chính phủ nắm giữ. Các cổ đông khác bao gồm công ty bảo hiểm thuộc sở hữu nhà nước, Société d'Assurances du Burundi (SOCABU) và bất động sản của hãng hàng không Bỉ không còn tồn tại, SABENA.

## Đội bay
Năm 2012, hãng hàng không Air Burundi không còn tồn tại đã nhận một chiếc máy bay Xian MA60, 52 chỗ ngồi, hai động cơ phản lực cánh quạt. Theo thỏa thuận với các nhà sản xuất, một chiếc máy bay tương tự khác sẽ được chuyển giao sau đó. Hãng hàng không Burundi mới dự kiến sẽ bắt đầu phục vụ hai chiếc máy bay này.  Sẽ có thêm máy bay khi có nhu cầu trong tương lai.